# جاكوب جوجاس
جاكوب جوجاس (بالتشيكية: Jakub Jugas)‏ (5 مايو 1992 في التشيك - ) هو لاعب كرة قدم تشيكي في مركز الدفاع. شارك مع منتخب التشيك تحت 17 سنة لكرة القدم ومنتخب التشيك تحت 18 سنة لكرة القدم ومنتخب التشيك تحت 19 سنة لكرة القدم ومنتخب جمهورية التشيك تحت 21 سنة لكرة القدم ومنتخب جمهورية التشيك لكرة القدم. أما مع النوادي، فقد لعب مع زبرويوفكا برنو ونادي بريبرام وFC Zlín ‏.

## وصلات خارجية
- جاكوب جوجاس على موقع الاتحاد التشيكي (الإنجليزية)
- جاكوب جوجاس على موقع قاعدة بيانات كرة القدم.إي يو (الإنجليزية)
- جاكوب جوجاس على موقع Soccerway.com (الإنجليزية)